# Scadoxus puniceus
Scadoxus puniceus е вид грудково растение от род Scadoxus, семейство Amaryllidaceae.

## Местообитание
Расте в южните и източните части на Африканския континент: Етиопия, Судан, Танзания, Малави, Замбия, Зимбабве, Ботсвана, Свазиленд и Република Южна Африка. Видът се срещу на хладни, сенчести места като гори, където се среща сред влажните гнили листа.

## Описание
През пролетта и ранното лято растението образува големи, 15 см съцветия, състоящи се от множество по-малки пурпурни цветове с ярко жълти тичинки. Стеблото може да достигне до 50-60 см и често има пурпурни точици близо до основата, и образува 6-8 листа. Различни видове птици, например от семейство Nectariniidae и Ploceidae се хранят с цветния нектар на растението.
Видът е бавнорастящ, отнема 4-5 години от засяването до първия цъфтеж. Яркочервените му плодчета са около сантиметър широки. Във всяко от тях има по една мека опалесцентна семка.

## Употреба
Растението се култивира като декоративно. Става популярно в Нидерландия още от началото на 18 век.
Докато грудката се смята за отровна в съществени количества, тя традиционно се използва за лечение на кашлица и проблеми на стомашно-чревния тракт. Растението традиционно се консумира от бременни жени като част от билковия им режим за лека бременност.